# Polski Związek Krótkofalowców
Polski Związek Krótkofalowców (PZK) (tiếng Anh, Liên đoàn Đài phát thanh nghiệp dư Ba Lan) là một tổ chức phi lợi nhuận quốc gia dành cho những người đam mê phát thanh nghiệp dư ở Ba Lan. Các lợi ích thành viên chính của PZK bao gồm tài trợ cho các giải thưởng điều hành đài phát thanh nghiệp dư, các cuộc thi phát thanh và văn phòng QSL cho các thành viên thường xuyên liên lạc với các nhà điều hành đài phát thanh nghiệp dư ở các quốc gia khác. PZK là xã hội thành viên quốc gia đại diện cho Ba Lan trong Liên đoàn vô tuyến nghiệp dư quốc tế.

## Lịch sử
Vào ngày 22-ngày 24 Tháng Hai, 1930 Polski Zwiazek Krotkofalowcow (Polish Amateur Radio Union) được thành lập và giáo sư Janusz Groszkowski của Đại học Warsaw Công nghệ được bầu làm Tổng thống đầu tiên của mình. Chiến tranh thế giới thứ hai bùng nổ vào năm 1939 và các hoạt động phát thanh nghiệp dư được yêu cầu không được tồn tại ở Ba Lan. Phải mất nhiều năm để PZK được tái sinh vào ngày 11 tháng 1 năm 1957 và phải có giấy phép radio nghiệp dư được cấp. Các hoạt động PZK được chính phủ tài trợ sau đó và tư cách thành viên là bắt buộc đối với những người muốn thưởng thức các đặc quyền radio nghiệp dư. Anatol Jeglinski (SP5CM) được bầu làm Chủ tịch PZK mới. Từ năm 1990, PZK được tài trợ bởi các thành viên và nhà tài trợ và tư cách thành viên của nó không còn là một yêu cầu cấp phép ở Ba Lan.

## Cơ cấu tổ chức
Công ước quốc gia PZK là cơ quan ra quyết định tối cao, trong khi các công việc hàng ngày được điều hành bởi Trụ sở chính, Ủy ban chủ trì gồm 5 thành viên. Các thành viên của ủy ban được bầu theo nhiệm kỳ bốn năm bởi các đại biểu thành viên trong Hội nghị Quốc gia và 33 giám đốc bộ phận. Cán bộ điều hành được bầu hoặc bổ nhiệm bởi chính Ủy ban.